# World Games 2025/Teilnehmer (Benin)
| Gelbes Symbol für Goldmedaillen mit stilisierten Olympischen Ringen | Graues Symbol für Silbermedaillen mit stilisierten Olympischen Ringen | Braundes Symbol für Bronzemedaillen mit stilisierten Olympischen Ringen |
| ------------------------------------------------------------------- | --------------------------------------------------------------------- | ----------------------------------------------------------------------- |
| —                                                                   | —                                                                     | —                                                                       |

Benin nahm an den World Games 2025 mit zwei Athleten (einer pro Geschlecht) teil.

## Teilnehmer nach Sportarten

### Boules
| Männer - Marcel Gbetable (Präzisions-Schießspiel Einzel; Präzisions-Schießspiel Mixed-Doppel) | Frauen - Laima Sambo (Präzisions-Schießspiel Einzel; Präzisions-Schießspiel Mixed-Doppel) |